# Димитрије Фрушић
Димитрије - Мита Фрушић (Дивош, 21. јануар 1790 — Трст, 13. октобар 1838) био је српски лекар и новинар. Заједно са Димитријем Давидовићем, Фрушић је заслужан је као покретач „Новина сербских“, првих новина код Срба.

## Живот
Димитрије Фрушић је, као и већина тада учених Срба, рођен на тлу данашње Војводине, у селу Дивошу код Сремске Митровице. Пореклом је из племените породице Фрушића (која је касније дала и епископа бањалучког Андреја Фрушића). Родитељи су му били Андрија дивошки поседник и Софија.
Након завршене гимназије у Карловцима, започео је студије медицине у Пешти, а после заједно са колегом (такође медицинаром) Димитријем Давидовићем прешао у Беч. Наставили су студије у Бечу. Као студенти покренули су 17. августа 1813. године српски лист Новине сербске у Бечу. Био је то политички дневни лист, који током 1813-1814. године није излазио само недељом и празником. Број читалаца - купаца је са 350 (1813) порастао на 450 (1814). Предузимљиви Фрушић је у ствари главни иницијатор; први почео да ради на издавању српских новина и књига, желећи да се тиме бави лично и пословно. Али пошто је привилегија коју је универзитетска штампарија у Пешти имала, још трајала, могао је само новине издавати у Бечу. У своје планове је увео Давидовића, који ће касније све преузети. Давидовићев учинак на издавању новина (1813) и забавника (1817), те отварању сопствене штампарије (1817) представља само реализацију Фрушићевих замисли. У то доба он и Давидовић упознали су се Вуком Караџићем и Јернејем Копитаром. Остао је одан пријатељ Караџићу, те му обезбедио годинама финансијску и другу помоћ од тршћанске општине. На новинама је Фрушић сарађивао као саиздавач и сауредник до 23. маја 1816. године. Те године, после завршених студија медицине, млади лекар Фрушић је дефинитивно напустио Беч.
Године 1815. млади Фрушић је био један од српских депутата у Бечу. Власт га (као и остале) сумњичи да помаже Други српски устанак. Као бечки студент био је тумач Матији Ненадовићу, кад је овај као српски изасланик био двапут на пријему ког аустријског цара. По одласку проте Матеје, Фрушић у друштву са Стефаном Живковићем, Димитријем Давидовићем и Јованом Чотрићем наставља да се саветује са руским дипломатама. Тада они пишу и концепте молби за учеснике конгреса. Фрушић заступа архимандрита Мелентија Никшића који је из Србије износио српске захтеве, и са којим је у преписци.
По одласку из Беча Фрушић је тражио погодно место где живе Срби да би отворио лекарску ординацију. У прво време млади лекар живео је и радио у Земуну. Одатле је млади лекар 1818. године наручио Вуков српски речник. Али скрасиће се далеко од завичаја, у италијанском приморју. Избор сталног пребивалишта је пао на Трст, и ту су превагнули лични разлози. Радило се о женидби са једном богатом Тршћанком. Ту је од свог доласка 1819. године развио лепу болничку и приватну праксу и заузимао видно место у богатој тршћанској српској колонији. За изградњу тршћанске нове велике болнице (од 1819) велике заслуге има Фрушић. Он је 1832. године лекар Грађанске болнице у Трсту. Родољубиви интелектуалац Фрушић је и ту покушавао да отвори српску штампарију. Јавља се редовно у списковима пренумераната из Трста, као купац српских књига и листова. Његов угледни дом је био отворен за Србе културне раднике и посетиоце са стране. Дописује се са великим бројем угледних Срба културних и националних делатника. Међу њима се истичу Вук и Његош, као гости, пријатељи, сарадници и коресподенти. Када је умро Фрушићев млади син Чедомиљ 1835. године, "Сербски народни лист" у Пешти је 1837. године објавио Његошеву песму - првенац: "Спомен на гробу Чедомиља". То није било случајно; јер Димитрије пише 1833. године да је Његош његов велики пријатељ. У дому Фрушићевом (до 1892) чуван је деценијама велики портрет Његошев као владике, рад сликара Јожефа Томинца.
До краја живота доктор Димитрије Фрушић је живео као угледан лекар у Трсту. Умро је изненада од капље, бавећи се у једном друштву, крајем октобра 1838. године. Почива на тршћанском српском гробљу. Иза себе је оставио супругу Јованку, кћерку Милицу и сина Душана. На зиду дома висила је дивна слика "Доктор Фрушић са породицом", рад поменутог уметника Томинца. Димитријев син Душан је поживео и умро 1901. године као угледни тршћански трговац.

## Почасти
У част Димитрија Фрушића, Друштво новинара Војводине сваке године додељује, награду и повељу „Димитрије Фрушић“ у области новинарства. Клуб новинара у Сремској Митровици носи његово име.